# Polanco (Zamboanga del Norte)
Polanco ist eine philippinische Stadtgemeinde in der Provinz Zamboanga del Norte. Sie hat 39.347 Einwohner (Zensus 1. August 2015).

## Baranggays
Polanco ist politisch in 30 Baranggays unterteilt.
- Anastacio
- dwasdf
- Bethlehem
- Dangi
- Dansullan
- De Venta Perla
- Guinles
- Isis
- Labrador (Prinda)
- Lapayanbaja
- Letapan
- Linabo
- Lingasad
- Macleodes
- Magangon
- Maligaya
- Milad
- New Lebangon
- New Sicayab
- Obay
- Pian
- Poblacion North
- Poblacion South
- San Antonio (Paetan)
- San Miguel (Loboc)
- San Pedro
- Santo Niño (Lantoy)
- Sianib
- Silawe
- Villahermosa